# Bukit Sibakoy
Bukit Sibakoy är en kulle i Indonesien.   Den ligger i provinsen Aceh, i den västra delen av landet, 1 600 km nordväst om huvudstaden Jakarta. Toppen på Bukit Sibakoy är 163 meter över havet.
Terrängen runt Bukit Sibakoy är huvudsakligen platt, men söderut är den kuperad.Runt Bukit Sibakoy är det ganska glesbefolkat, med 42 invånare per kvadratkilometer. Närmaste större samhälle är Langsa, 16,6 km sydost om Bukit Sibakoy. Trakten runt Bukit Sibakoy består huvudsakligen av våtmarker.